# Revue française de gestion
Ne doit pas être confondu avec Revue française de go.
La Revue française de gestion (ou Rfg) est une revue scientifique française dans le domaine du management éditée par JLE - John Libbey Eurotext, aux formats papier et numérique.

## Historique
Fondée à l’initiative de la Fnege en 1975, la revue a fêté son numéro 200 en 2010, et son numéro 300 est paru courant 2021.

## Lectorat et diffusion
La Revue française de gestion s'adresse aux enseignants-chercheurs, aux chercheurs ainsi qu'aux praticiens intéressés par les disciplines de gestion. Elle publie 6 numéros par an depuis 2022, contre 8 auparavant. En 2017, elle dépasse le million de consultations sur la plateforme Cairn, et publie ses statistiques de consultations numériques annuellement.

## Impact académique
Dans la dernière version du classement FNEGE de 2019, la Rfg est classée au rang 2, sur une échelle de 1 à 4, et au sein duquel aucune revue francophone n'est classée au rang 1.
Cette revue est également indexée A (le plus haut rang) au sein du classement Hcéres 2020.
La Rfg était classée par le Comité national de la recherche scientifique (CNRS) dans les publications recensées par la section 37 « économie et gestion », avant que cette instance ne renonce à "toute forme de classement" des revues en Sciences de gestion.

## Valorisation scientifique
Sous l’impulsion de l’ancien rédacteur en chef Jean-Philippe Denis, la revue s'est engagée dans la valorisation des connaissances produites, et a été citée en exemple comme étant la revue française "ayant la plus forte diffusion".
Singulièrement, la revue organise dès 2017 des "Vitrines", et encourage ses auteurs à valoriser le fruit de leur travail publié dans ses colonnes sur de multiples supports. Elle s'associe donc à des partenaires extérieurs comme The Conversation (Didier Pourquery), et fait participer leurs représentants au Conseil de rédaction en tant que membres invités.
À titre d'exemple, l'émission Fenêtres Ouvertes sur la Gestion, depuis renommée IQSOG - Fenêtres ouvertes sur la gestion et animée par Jean-Philippe Denis, accueille 1000 interviews réalisées depuis 2014, dont un grand nombre sont liées à des articles Rfg.
Au cours de l'année 2022, la revue a diffusé un appel à article de valorisation de la culture scientifique, intitulé "Rfg Némésis". Plusieurs des textes sélectionnés par la rédaction en chef ont été publiés en partenariat avec de grands journaux nationaux comme Le Monde, Les Échos ou encore Acteurs publics.

## Rédacteurs en chef
Depuis le 1er septembre 2021, Aurélien Rouquet (Neoma Business School) est le Rédacteur en chef de la Rfg, épaulé dans ses fonctions par quatre rédacteur.rice.s en chef adjoint.e.s Mbaye Fall Diallo (Université de Lille), Séverine Ventolini (IAE de Tours), Jeremy Morales (Bristol University, UK) et Lise Gastaldi (Aix-Marseille Université).
Jean-Philippe Denis (Université Paris Saclay) assurait cette charge depuis 2013 et jusqu'en 2021, à la suite de Jérôme Barthélémy (ESSEC), lui-même installé par ses pairs de 2008 à 2013. Jacques Barraux, Bernard Pras, Jean-Marie Doublet, Renaud de Rochebrune et Jean-Claude Tarondeau, y ont également été rédacteurs en chef.